# Ламский сельсовет
Ламский сельсовет — сельское поселение в Сосновском районе Тамбовской области Российской Федерации.
Административный центр — село Вторые Левые Ламки.

## История
Статус и границы сельского поселения установлены Законом Тамбовской области от 17 сентября 2004 года № 232-З «Об установлении границ и определении места нахождения представительных органов муниципальных образований в Тамбовской области».
До революции 1917 года в деревне Топкая находилось имение помещика Николая Фёдоровича Жмаева (1879-1938), по имени которого получили название расположенные неподалёку Жмаев пруд и Жмаевы сады.

## Население
| 2010  | 2012  | 2013  | 2014  | 2015  | 2016  | 2017  |
| ----- | ----- | ----- | ----- | ----- | ----- | ----- |
| 1133  | ↘1110 | ↘1069 | ↘1055 | ↗1753 | ↘1695 | ↘1615 |
| 2018  | 2019  | 2020  | 2021  |       |       |       |
| ↘1559 | ↘1509 | ↘1454 | ↘1176 |       |       |       |

## Состав сельского поселения
| №  | Населённый пункт   | Тип населённого пункта       | Население |
| -- | ------------------ | ---------------------------- | --------- |
| 1  | Андреевка          | село                         | 138       |
| 2  | Вторые Левые Ламки | село, административный центр | ↗983      |
| 3  | Домнино            | село                         | 137       |
| 4  | Ильино             | посёлок                      | 44        |
| 5  | Ильиновка          | деревня                      | 68        |
| 6  | Лизуновка          | деревня                      | 218       |
| 7  | Нижняя Ярославка   | село                         | ↗313      |
| 8  | Новопокровка       | посёлок                      | 31        |
| 9  | Топкая             | деревня                      | ↗15       |
| 10 | Христофоровка      | село                         | 193       |